# (5619) Shair
(5619) Shair (1990 HC1) – planetoida z pasa głównego asteroid okrążająca Słońce w ciągu 4,25 lat w średniej odległości 2,62 j.a. Została odkryta 26 kwietnia 1990 roku przez Eleanor Helin.